# Parasenegalia visco
Parasenegalia visco é uma espécie de leguminosa do gênero Acacia, pertencente à família Fabaceae.